# Campeonato Panamericano de Balonmano Juvenil Femenino de 2014
El X Campeonato Panamericano de Balonmano Juvenil Femenino se disputó en Fortaleza, Brasil entre el 22 y el 26 de abril de 2014 bajo la organización de la Federación Panamericana de Handball.. El torneo pone 1 plazas en juego para los Juegos Olímpicos de la Juventud 2014 y 3 plazas para el Campeonato Mundial de balonmano Juvenil Femenino de Macedonia 2014.

## Grupo Único
| Equipo    | PTS | J | G | E | P | GF  | GC  | DG   |
| --------- | --- | - | - | - | - | --- | --- | ---- |
| Brasil    | 10  | 5 | 5 | 0 | 0 | 156 | 104 | +52  |
| Paraguay  | 8   | 5 | 4 | 0 | 1 | 139 | 95  | +44  |
| Argentina | 6   | 5 | 3 | 0 | 2 | 146 | 111 | +35  |
| Uruguay   | 4   | 5 | 2 | 0 | 3 | 131 | 125 | +6   |
| Chile     | 2   | 5 | 1 | 0 | 4 | 101 | 138 | -37  |
| Canadá    | 0   | 5 | 0 | 0 | 5 | 75  | 175 | -100 |

### Resultados
| Fecha      | Hora  | Partido³  | Partido³ | Partido³  | Resultado |
| ---------- | ----- | --------- | -------- | --------- | --------- |
| 22.04.2014 | 14:30 | Uruguay   | -        | Chile     | 32-19     |
| 22.04.2014 | 16:00 | Paraguay  | -        | Canadá    | 34-11     |
| 22.04.2014 | 18:00 | Brasil    | -        | Argentina | 32-31     |
| 23.04.2014 | 14:30 | Argentina | -        | Uruguay   | 26-18     |
| 23.04.2014 | 16:00 | Chile     | -        | Paraguay  | 18-27     |
| 23.04.2014 | 17:30 | Canadá    | -        | Brasil    | 08-36     |
| 24.04.2014 | 14:30 | Argentina | -        | Canadá    | 41-17     |
| 24.04.2014 | 16:00 | Uruguay   | -        | Paraguay  | 20-30     |
| 24.04.2014 | 17:30 | Brasil    | -        | Chile     | 31-17     |
| 25.04.2014 | 14:30 | Uruguay   | -        | Canadá    | 37-19     |
| 25.04.2014 | 16:00 | Chile     | -        | Argentina | 20-28     |
| 25.04.2014 | 17:30 | Paraguay  | -        | Brasil    | 24-26     |
| 26.04.2014 | 17:00 | Canadá    | -        | Chile     | 20-27     |
| 26.04.2014 | 18:30 | Paraguay  | -        | Argentina | 24-20     |
| 26.04.2014 | 20:00 | Brasil    | -        | Uruguay   | 31-24     |

| Brasil            |
| Campeón           |
| Brasil 10° título |

### Clasificación general
| 1. Brasil    |
| 2. Paraguay  |
| 3. Argentina |
| 4. Uruguay   |
| 5. Chile     |
| 6. Canadá    |

## Clasificado a los Juegos Olímpicos de la Juventud 2014
| Bandera de Brasil |
| Brasil            |
| ----------------- |

## Clasificados al Mundial 2014
| Bandera de Brasil | Bandera de Paraguay | Bandera de Argentina |
| Brasil            | Paraguay            | Argentina            |
| ----------------- | ------------------- | -------------------- |